# Lynette McClements
Lynette McClements (Australia, 11 de mayo de 1951) es una nadadora australiana retirada especializada en pruebas de estilo mariposa, donde consiguió ser campeona olímpica en 1968 en los 100 metros.

## Carrera deportiva
En los Juegos Olímpicos de México 1968 ganó la medalla de oro en los 100 metros mariposa, con un tiempo de 1:05.5 segundos, y en cuanto a las pruebas por equipo, ganó la plata en los relevos de 4x100 metros estilos (nadando el largo de mariposa), tras Estados Unidos y por delante de Alemania Occidental.